# Pedrilliomorpha atrosuturalis
Pedrilliomorpha atrosuturalis es una especie de coleóptero de la familia Megalopodidae.

## Distribución geográfica
Habita en Sikkim (India).